# 菅野重樹
菅野 重樹（すがの しげき、1958年（昭和33年）9月29日 - ）は、日本のロボット研究者。工学博士（早稲田大学）。早稲田大学理工学術院創造理工学部教授。加藤一郎研究室で筑波科学博に出展した鍵盤演奏ロボット「WABOT-2」を開発し、自身の研究室では世界初の卵を割れるロボットハンドを持つ「WENDY」や人間共存型ロボット「TWENDY-ONE」を開発した。自動化推進協会理事長、計測自動制御学会会長などを歴任。平成29年度文部科学大臣表彰（科学技術賞・研究部門）受賞。第8回立石賞功績賞受賞者。

## 来歴・人物
菅野はSFや機械が好きな子供で、加藤一郎研究室で開発されたヒューマノイドロボット「WABOT-1」に影響を受けて早稲田大学に進学する。1985年の国際科学技術博覧会（通称「つくば科学博」）で鍵盤演奏ロボットの開発に関与。4肢の機構と制御を担当する。1986年、博士後期課程を単位取得退学し、理工学部助手に就任。学位は1989年に取得する。この間、WABOT-2の指を改良し、ピアノを演奏できるようにした。
菅野研究室では、パッシブコンプライアンスを持つロボットや、世界で初めて卵を割るロボット「WENDY」を開発。また、知能・感情を持つロボット「WAMOEBA」（ワメーバ）シリーズの研究開発にも取り組んでいる。バイオメカニズム学会では加藤一郎の後を受け、菅野研究室が事務局を引き継いだ。自動化推進協会では2001年5月から会長を務め、任期途中の2004年に特定非営利法人化、2009年5月まで理事長を務めた。この間、2007年には人間共存ロボット「TWENDY-ONE」を開発している。
また、生物系特定産業技術研究支援センターや前川製作所と共同でイチゴ収穫ロボットにも取り組んだ。フューチャーロボティックス（株）では取締役を務める。また、出身学生が代表を務めるベンチャー企業「東京ロボティクス株式会社」でも、技術顧問に就任している。ムーンショット型研究開発制度では目標３の研究開発プロジェクト「一人に一台一生寄り添うスマートロボット」でプロジェクトマネージャー（PM）を務める。2025年4月に開幕した大阪・関西万博では、「1人に1台、一生寄り添う」をコンセプトにした人型スマートロボット「AIREC（アイレック）」を8月に展示予定である。

## 略歴
- 1977年 - 開成高等学校卒業[2]
- 1981年 - 早稲田大学理工学部卒業[1][3]
- 1983年 - 早稲田大学大学院博士前期課程修了[3]
- 1986年 - 早稲田大学大学院博士後期課程単位修得退学[27][3]
- 1986年 - 早稲田大学理工学部助手[27][3]
- 1989年 - 工学博士[4]
- 1990年 - 早稲田大学講師（専任）[1][2]
- 1992年 - 早稲田大学助教授[1]
- 1993年 - スタンフォード大学客員研究員（ - 1994年）[3]
- 1998年 - 早稲田大学教授[1]
  - 2001年 - WABOT-HOUSE研究所・所長（ - 2012年）[45]
  - 2011年 - 創造理工学部・研究科教務主任（ - 2014年）[3]
  - 2012年 - 中部地域産業振興研究所・所長[3]
  - 2013年 - 博士課程教育リーディングプログラム・プログラムコーディネーター[46][14][15]
  - 2014年 - 創造理工学部長、研究科長[3]
  - 2015年 - 次世代ロボット研究機構 ヒューマン・ロボット共創研究所所長[47]

## 主な受賞歴
- 1985年度 - 早稲田大学小野梓記念賞（学術賞）[48]
- 1990年4月 - 日本ロボット学会技術賞[49][注 3]
- 2000年3月 - 日本機械学会論文賞[50][注 4]
- 2001年5月 - 日本機械学会ロボティクスメカトロニクス部門学術業績賞[51]
- 2008年 - IEEE RAS Distinguished Service Award[52][45]
- 2012年10月 - 日本ロボット学会第5回功労賞[53][注 5]
- 2016年7月 - IEEE AIM2016 Best Paper Award[要出典][注 6]
- 2016年9月 – 計測自動制御学会論文賞[54][注 7]
- 2016年10月 - IROS Harashima Award for Innovative Technologies[55][注 8]
- 2017年4月 - 文部科学大臣表彰（科学技術賞・研究部門）[25][16][注 9]
- 2018年10月 - 第32回日本ロボット学会論文賞（学会誌論文賞）[56][注 10]
- 2019年度 - 計測自動制御学会システムインテグレーション部門学術業績賞[57][注 11]
- 2022年5月 - 2021年『IEEE Robotics and Automation Letters』Best Paper Award[58][59][注 12]
- 2022年12月 - 2022年度日本ロボット学会第3回優秀研究・技術賞[60][注 13]
- 2024年9月 - 立石科学技術振興財団第8回立石賞（2024年度）功績賞[61][17][注 14]

## 社会的活動
- 自動化推進協会 - 会長、理事長[23][注 15]
- 計測自動制御学会 - フェロー[62]、SI部門長[63]、会長[24]
- IEEE - フェロー[45]、RAS AdCom Member 2008～2013 Seqretary[27]
- 日本ロボット学会 - フェロー[64]、欧文誌『Advanced Robotics』編集長（2007-2011年度）[65]
- 日本機械学会 - フェロー[66]
- バイオメカニズム学会 - 常任理事、事務局[32]
- 日本人間工学会[1]
- 精密工学会[1]
- 人体科学会[67]
- ほか、多くの国際会議で要職を歴任した[3]。
  - 実行委員長 - 2003年 AIM[注 16]、2006年 IROS[注 17]（Co-Chair）、2012年 ICRA[注 18]（Co-Chair）、2013年 IROS
  - プログラム委員長 - 2009年 ICRA[注 19]、2011年 AIM（Co-Chair）

## 著書
（単著）
- 『人が見た夢ロボットの来た道 ―ギリシャ神話からアトム、そして…』 JIPMソリューション、2011年、ISBN 9784889563979。

（共著）
- 『ワボットのほん 5 役に立つロボットの作り方 = Making helpful robots』 中央公論新社、2004年、尾島俊雄 監修、菅野重樹 文、藪野健 絵ISBN 4120035905。
- 『マイロボット』 読売新聞社〈読売科学選書35〉1990年、加藤一郎 編、高西淳夫・菅野重樹 著、ISBN 4643901020。

（監修）
- 『ぼくの友だちはロボット』 集英社、2013年、神宮寺一 漫画、黒沢翔 シナリオ、菅野重樹 監修、ISBN 9784082880941。

（分担執筆）
- 菅野重樹、尾形哲也「心性―人間の心と機械の心―」、日本機械学会 編『メカノクリーチャ ―生物から学ぶデザインテクノロジー―』 コロナ社、2003年、ISBN 9784339045680。[68]

## 主な著作

### 学位論文
- 『鍵盤楽器演奏ロボットに関する研究』早稲田大学〈博士学位論文（甲第795号）〉、1989年3月9日。

### 解説（単著）
- 「ロボット制御の基礎」『HYBRIDS』第5巻第4号、1989年、16-22頁。
- 「ロボットと人間の情緒コミュニケーション」『人間工学』第38巻第5号、2002年、255-260頁。
- 「パーソナルロボットの現状と技術課題」『電気学会雑誌』第113巻第6号、1993年、 455-460頁。
- 「家庭用ロボットの作業移動」『日本ロボット学会誌』第13巻第7号、1995年、 937-938頁。
- 「ロボット教育・研究の現状と課題」『日本ロボット学会誌』第14巻第3号、1996年、 322-325頁。
- 「ロボットと人間の心のインタフェース」『バイオメカニズム学会誌』第21巻第1号、1997年、 21-25頁。
- 「バイメカとロボットの30年」『バイオメカニズム学会誌』第24巻第1号、2000年、 32-33頁。
- 「RTビジネスの戦略」『日本ロボット学会誌』第24巻第3号、2006年、 278-283頁。
- 「QOLにおけるロボティクス技術」『映像情報メディア学会誌』第61巻第8号、2007年、 1092-1095頁。
- 「実用になる人間共存ロボットの試作」『日本ロボット学会誌』第26巻第8号、2008年、 860-863頁。
- 「欧文誌（Advanced Robotics）発行の歴史」『日本ロボット学会誌』第30巻第10号、2012年、 959-961頁。

### 解説（共著）
- 「CIM/ROBOTの発展」『日本ロボット学会誌』第10巻第3号、1992年、 310-314頁。- 藤本英雄との共著。
- 「“情”が作る 真のコミュニケーション」『日経サイエンス』2004年1月。- 尾形哲也との共著。
- 「ロボットによるコミュニケーションの探究 ―情緒交流ロボットWAMOEBA―」『日本ロボット学会誌』第24巻第6号、2006年、 688-691頁。- 尾形哲也との共著。
- 「人間共存ロボットにおける生活支援のためのビジョン技術」『日本ロボット学会誌』第27巻第6号、2009年、 596-599頁。- 菅岩泰亮、岩田浩康との共著。
- 「人間共存ロボットTWENDY-ONEによるコンプライアントマニピュレーション」『日本ロボット学会誌』第31巻第4号、2013年、347-352頁。- 岩田浩康、菅岩泰亮との共著。